# Hedvigsberg
Hedvigsberg is een plaats (tätort) in de gemeente Värmdö in het landschap Uppland en de provincie Stockholms län in Zweden. De plaats heeft 282 inwoners (2010) en een oppervlakte van 93 hectare.